# Минх, Иван Христианович
Иван Христианович Минх (1863 — ?) — член Государственной думы I созыва от Херсонской губернии.

## Биография
Лютеранин. Немец-колонист. Поселянин Одесского уезда Херсонской губернии.
Окончил немецкое центральное училище (по курсу — уездное). 15 лет учительствовал в немецких колониях. С 1893 года занимался земледелием, был старшиной немецкой колонии.
В 1906 году был избран в I Государственную думу от общего состава выборщиков Херсонского губернского избирательного собрания. Входил в группу беспартийных. Подписал законопроект «О гражданском равенстве».
Судьба после роспуска Думы неизвестна.